# ويليام فيتزجيرالد
ويليام فيتزجيرالد (بالإنجليزية: William FitzGerald)‏ هو قاضي أيرلندي، ولد في 4 يناير 1906 في كورك في جمهورية أيرلندا، وتوفي في 17 أكتوبر 1974 في دبلن في جمهورية أيرلندا.